# Tofsargus
För arten Rheinardia ocellata, se annamitargus.
Tofsargus (Rheinardia nigrescens) är en mycket fåtalig och nyligen urskiljd fågelart i familjen fasanfåglar inom ordningen hönsfåglar.

## Utbredning och systematik
Tofsargusen förekommer endast på centrala Malackahalvön. Den behandlas traditionellt som underart till Rheinardia ocellata, men denna art har nyligen delats upp i två på basis av skillnader i dräkt och läten, med tofsargusen på Malackahalvön (R. nigrescens) och annamitargusen (R. ocellata) i Vietnam.

## Status
Tofsargusen har en begränsad utbredning och ett mycken liten världspopulation bestående av uppskattningsvis mellan 900 och 3000 vuxna individer. Beståndet tros dock vara stabilt och i stort sett hela populationen förekommer inom välskyddade nationalparken Taman Negara Park anses det heller inte föreligga några allvarliga hot mot arten. Internationella naturvårdsunionen IUCN listar den därför som nära hotad.

## Namn
Fågelns vetenskapliga släktesnamn hedrar Pierre-Paul Rheinart (1840-1902), överstelöjtnant i franska armén, upptäcktsresande i Laos 1869, chargé d’affaires i Annam och Tonkin 1875-1876 och 1879-1883 samt generalresident i Annam 1884 och 1888-1889. Rheinardia ocellata i vidare mening kallades tidigare tofsargusfasan. Namnet har alltså efter uppdelningen i två arter flyttats över till nigrescens.